# Архивът на Шерлок Холмс
„Архивът на Шерлок Холмс“ (на английски: The Case-Book of Sherlock Holmes) е последния сборник с дванадесет разказа на писателя Артър Конан Дойл за известния детектив Шерлок Холмс. Разказите са публикувани за пръв път като поредица в периода октомври 1921 – април 1927 г. в списание „Странд“. Сборникът като книга е публикуван едновременно в Англия и САЩ през юни 1927 година.
Необичайното за сборника е, че две от историите са разказани от името на Шерлок Холмс („Белият войник“ и „Лъвската грива“), а в „Откраднатият диамант“ – от името на трето лице.
| Име                            | Първо издание | Шерлок Холмс разследва ...                                                                  |
| ------------------------------ | ------------- | ------------------------------------------------------------------------------------------- |
| Откраднатият диамант           | 1921          | ... кражбата на известния жълт диамант.                                                     |
| Загадката на моста Тор         | 1922          | ... убийството на съпругата на краля на златото.                                            |
| Лазещият професор              | 1923          | ... странното поведение от професор Пресбъри.                                               |
| Съсекският вампир              | 1924          | ... мистериозния случай на г-н Фъргюсън, който подозира съпругата си във вампиризъм.        |
| Тримата мъже с фамилия Гаридеб | 1924          | ... нелепа история за съименници, която се оказва тежко престъпление.                       |
| Знатният клиент                | 1924          | ... случая с женитбата на един от най-опасните престъпници, барон Грюнер.                   |
| Трите стрехи                   | 1926          | ... опита на загадъчна дама да купи вила „Трите стрехи“.                                    |
| Белият войник                  | 1926          | ... странното поведение на г-н Джефри Емсуърт, който се крие от най-добрия си приятел.      |
| Лъвската грива                 | 1926          | ... трагичната смърт на човек на брега на морето при много мистериозни обстоятелства.       |
| Бившият търговец на бои        | 1926          | ... изчезването на жената на бившия търговец на бои, която е избягала с младия си любовник. |
| Забулената наемателка          | 1927          | ... трагичната история станала в пътуващия цирк преди много години.                         |
| Имението Шоскъм                | 1927          | ... ужасните събития в имението Шоскъм.                                                     |